# Ascendance (météorologie)

Ascendance thermique

Pour les articles homonymes, voir Ascendance.
L'ascendance est le mouvement vers le haut d'un objet. Ce terme est utilisé en météorologie pour désigner le déplacement vers une altitude plus élevée d'une parcelle d'air soit thermodynamiquement, soit mécaniquement. La formation des nuages se produit par l'ascendance de l'air. Les planeurs et les oiseaux utilisent cet effet pour se maintenir en vol. L'ascendance de l'air va être constante si l'air est stable mais va accélérer si l'air est instable. Son inverse est la subsidence.

## Thermodynamiquement

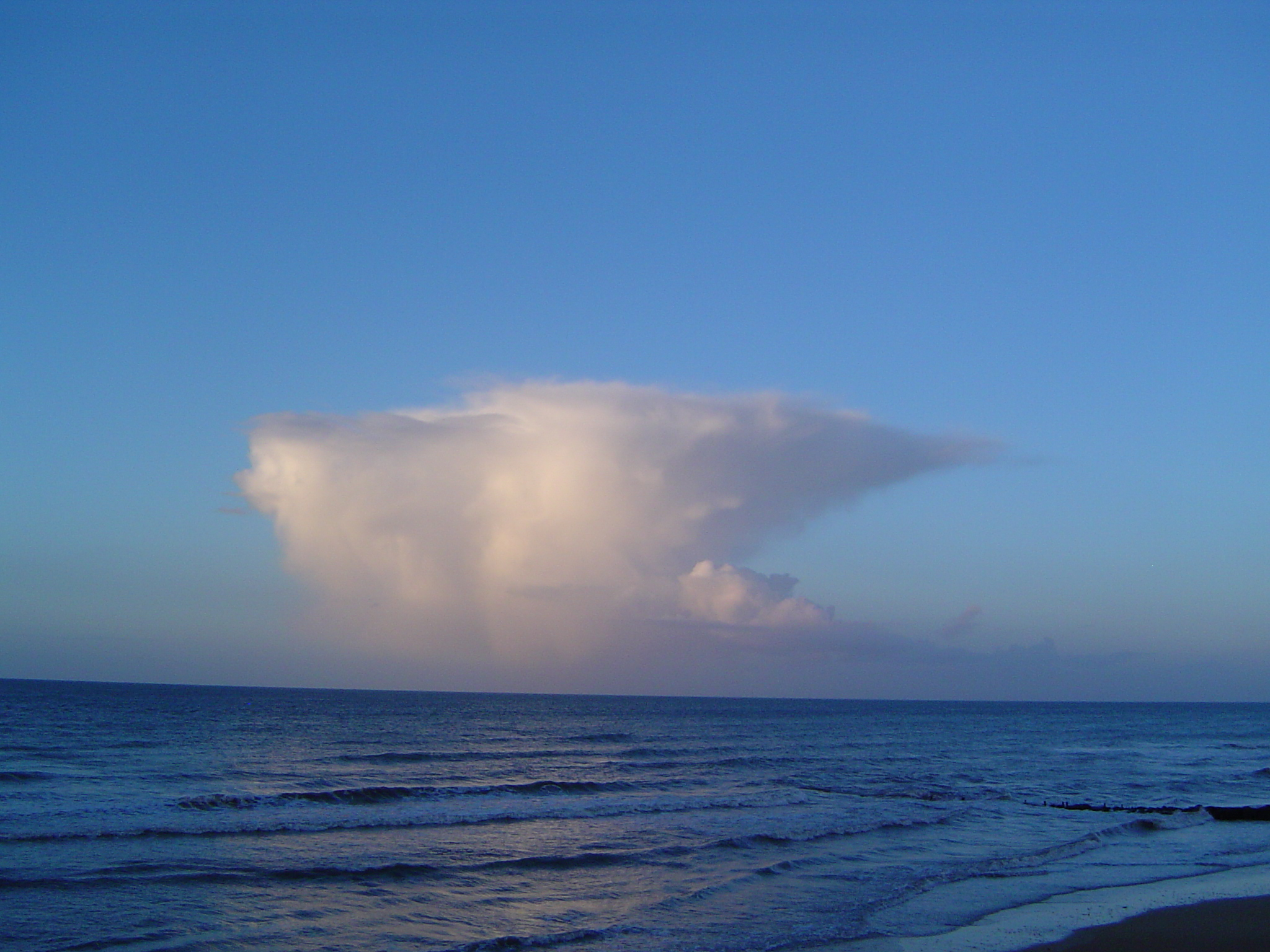
Nuage d'orage formé par ascendance thermodynamique.

L'ascendance se produit thermodynamiquement quand la température d'une parcelle d'air à un niveau donné est plus chaude que l'environnement et doit monter selon la poussée d'Archimède. C'est le cas d'un courant ascendant dans un orage alors que de l'air, localement plus chaud et humide que l'environnement, subit une accélération verticale. 
Cela se produit également lorsque deux zones du sol sont réchauffées différemment. Par exemple, dans la circulation atmosphérique près de l'équateur, dans les brises de mer ou le réchauffement différentiel entre vallée et montagne. Dans ces cas, l'air dans la région plus chaude monte et est remplacé par de l'air venant du secteur plus froid.

## Mécaniquement

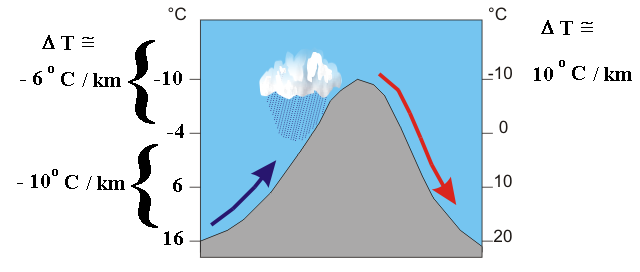
Soulèvement orographique (flèche bleue)

Le déplacement de l'air peut lui faire rencontrer un obstacle et le forcer à s'élever. Ainsi on parle d'ascendance orographique si l'air doit remonter la pente d'une montagne. La même chose se produit quand deux masses d'air avec une structure différente de température se rencontrent, la plus chaude étant soulevée par la plus froide, c'est la description des fronts en météorologie. 
L'air changera de température en s'élevant à un taux différent selon qu'il est saturé ou non. Il suit une variation selon le gradient adiabatique sec tant qu'il n'est pas saturé, puis le changement se fait selon le taux du gradient adiabatique humide (partie gauche de l'image). Dans ces deux cas, si le taux de variation de la température de la masse d'air soulevée devient plus grand que l'environnement, l'air soulevé devient instable. De l'ascendance thermique s'ajoutera alors à l'effet mécanique ce qui donnera une ascendance plus forte. 

## Échelles
L'air peut être soulevé sur de grandes étendues, ce qu'on appelle l'échelle synoptique, localement, méso-échelle ou très localement, micro-échelle:
- à grande échelle, on aura formation des nuages entourant les dépressions. La vitesse ascensionnelle y est faible mais continue:
- à petite échelle, on aura la formation d'ondes dans l'air en aval de la zone d'ascendance. Par exemple, en aval d'un soulèvement orographique, l'air se met à osciller pour retrouver son point d'équilibre et donne des ondes orographiques. De la même façon, le soulèvement dans un orage va créer des ondes de turbulence en altitude autour de celui-ci.

## Effets

### Nuages et précipitations
L’air s’élevant, du fait de la diminution progressive de pression, se détend et se refroidit tant et si bien que le point de rosée finit par atteindre la température de l'environnement et se forme alors un nuage. Dans le cas de soulèvement par le relief, on parle de nuage orographique, coiffant le sommet de la montagne ou de la colline. Dans le cas de soulèvement thermique ou mécanique en air clair, on aura formation de différents types de nuages.
Si la poussée verticale se poursuit, des précipitations se forment. Dans le cas où l'air est stable, on retrouve de la pluie ou de la neige continue, dites stratiformes. Si l'air est ou devient instable à cause du soulèvement, on a alors formation d'averses ou orages. Les précipitations sont souvent plus intenses au sommet des montagnes en soulèvement orographique parce que le soulèvement y rend l'air instable.

### Applications
Les planeurs et les oiseaux utilisent l'ascendance à micro-échelle pour leur vol. En effet, le courant aérien vertical qu'on y retrouve est assez important pour accroître leur énergie potentielle. Les mouvements synoptiques sont généralement trop faibles pour servir dans ces cas.